# Charlier (cratère lunaire)
Charlier est un cratère d'impact lunaire situé sur la face cachée de la Lune. Au sud-sud-est se trouve le plus grand cratère Kovalevskaya, tandis que Perrine (en) est situé au nord-est.
Ce cratère présente une érosion importante, avec un bord extérieur endommagé. La partie la plus intacte du bord se trouve dans le quadrant nord-est, tandis que les bords sud et ouest ont été usés et partiellement recouverts par des cratères plus petits. Le bord ouest, en particulier, est recouvert par un groupe fusionné de multiples petits impacts.
Le fond intérieur du cratère a également été affecté par de nombreux impacts, avec plusieurs petits cratères disséminés à sa surface, dont certains chevauchent des impacts précédents. Cependant, deux zones de l'intérieur restent relativement épargnées par des impacts notables : l'une près de la partie nord du fond et l'autre dans la région sud-ouest.

## Cratères satellites
Par convention, ces caractéristiques sont identifiées sur les cartes lunaires en plaçant la lettre sur le côté du point médian du cratère le plus proche de Charlier.
| Charlier | Latitude | Longitude | Diamètre |
| -------- | -------- | --------- | -------- |
| Z        | 39,7° N  | 131,6° O  | 46 km    |

## Sources
- (en) L. E. Andersson et E. A. Whitaker, NASA Catalogue of Lunar Nomenclature, NASA, 1982
- (en) Jennifer Blue, « Gazetteer of Planetary Nomenclature », sur planetarynames.wr.usgs.gov, Institut d'études géologiques des États-Unis, 25 juillet 2007 (consulté le 24 mars 2025)
- (en) B. Bussey et P. Spudis, The Clementine Atlas of the Moon, New York, Cambridge University Press, 2004 (ISBN 978-0-521-81528-4)
- (en) Elijah E. Cocks et Josiah C. Cocks, Who's Who on the Moon: A Biographical Dictionary of Lunar Nomenclature, Tudor Publishers, 1995 (ISBN 978-0-936389-27-1, lire en ligne)
- (en) Jonathan McDowell, « Lunar Nomenclature », Jonathan's Space Report,‎ 15 juillet 2007 (lire en ligne, consulté le 24 mars 2025)
- (en) D. H. Menzel, M. Minnaert, B. Levin, A. Dollfus et B. Bell, « Report on Lunar Nomenclature by the Working Group of Commission 17 of the IAU », Space Science Reviews, vol. 12, no 2,‎ 1971, p. 136–186 (DOI 10.1007/BF00171763, Bibcode 1971SSRv...12..136M, S2CID 122125855)
- (en) Patrick Moore, On the Moon, Sterling Publishing, 2001 (ISBN 978-0-304-35469-6, lire en ligne)
- (en) Fred W. Price, The Moon Observer's Handbook, Cambridge University Press, 1988 (ISBN 978-0-521-33500-3)
- (en) Antonín Rükl, Atlas of the Moon, Kalmbach Publishing, 1990 (ISBN 978-0-913135-17-4)
- (en) T. W. Webb, Celestial Objects for Common Telescopes, Dover, 1962 (ISBN 978-0-486-20917-3, lire en ligne)
- (en) Ewen A. Whitaker, Mapping and Naming the Moon, Cambridge University Press, 1999 (ISBN 978-0-521-62248-6)
- (en) Peter T. Wlasuk, Observing the Moon, Springer, 2000 (ISBN 978-1-85233-193-1)